# Keeper of the Seven Keys Part 1
Keeper of the Seven Keys Part 1 – album niemieckiej grupy heavymetalowej Helloween, wydana w 1987.
Znaczący wkład w powstanie obu albumów Keeper of the Seven Keys (także Keeper of the Seven Keys Part 2) miał Kai Hansen. Po raz pierwszy w Helloween – jako wokalista – pokazał się Michael Kiske.
W 2006 r. ukazała się remasterowana wersja płyty w dodatkowymi utworami.

## Lista utworów
1. "Initiation" (Hansen) – 1:21
2. "I'm Alive" (Hansen) – 3:23
3. "A Little Time" (Kiske) – 3:59
4. "Twilight of the Gods" (Hansen) – 4:29
5. "A Tale That Wasn't Right" (Weikath) – 5:15
6. "Future World" (Hansen) – 4:02
7. "Halloween" (Hansen) – 13:18
8. "Follow the Sign" (Hansen/Weikath) – 1:46

bonusowe utwory na edycji z 2006 r:
1. "Victim Of Fate" (single B-side) - 7:00
2. "Starlight" (remix) - 4:15
3. "A Little Time" (alternative version) - 3:33
4. "Halloween" (video edit) - 5:02

## Twórcy
- Michael Kiske - śpiew
- Kai Hansen - gitara
- Michael Weikath - gitara
- Markus Grosskopf - gitara basowa
- Ingo Schwichtenberg - perkusja
- Tommy Hansen - produkcja, inżynieria dźwięku, miksowanie
- Edda & Uwe Karczewski - okładka
- Limb - oprawa graficzna
- Tommy Newton - produkcja, inżynieria dźwięku